# Villamayor de Gállego
Villamayor de Gállego (en aragonés Villamayor de Galligo) es un municipio y localidad española de la provincia de Zaragoza, en la comunidad autónoma de Aragón. El municipio, ubicado en la Comarca Central, tiene una población de 2854 habitantes (INE 2024)

## Geografía
Villamayor de Gállego se encuentra en la parte central del Valle del Ebro en la confluencia de las comarcas naturales del Bajo Gállego, Monegros y a unos 10 km de la ciudad de Zaragoza. Está situado a una altitud de 226 m sobre el nivel del mar. Limita con los municipios de Perdiguera, Alfajarín, La Puebla de Alfindén y Zaragoza. 
| Noroeste: Zaragoza | Norte: Zaragoza            | Noreste: Perdiguera |
| Oeste: Zaragoza    |                            | Este: Alfajarín     |
| Suroeste: Zaragoza | Sur: La Puebla de Alfindén | Sureste: Alfajarín  |

### Entorno natural
Villamayor es lugar de contrastes, por un lado la sequedad y aridez de Monegros y por otro la frondosidad de su huerta en la vega de la margen izquierda del río Gállego, que es regada por la Acequia de Camarera.
Asimismo su término forma parte de la Zona especial de conservación (ZEC) del Bajo Gállego, dentro de la Red Natura 2000 para la conservación de la biodiversidad en la Unión Europea.
Además, también destacan como lugares de interés natural, la Sabina de Villamayor, declarado árbol singular de Aragón, o el barranco del Salado, formación geológica característica.

## Historia
Villamayor nace tras la conquista de Zaragoza por Alfonso I en 1118. La fecha exacta de su fundación se desconoce, pero bien pudo ocurrir a mediados del siglo XII dentro de los planes reales de fijar población en las zonas recientemente ganadas a los musulmanes y que servirán tanto para extraer nuevos y ricos recursos de los nuevos territorios como para asegurar aquellas tierras de nuevas conquistas. Se tiene constancia que desde 1655 la familia noble infanzona Latas tiene casal en la localidad. 
Hasta la reforma de la nomenclatura municipal de 1916 el municipio se llamaba simplemente Villamayor. En dicha fecha su nombre fue modificado por el de Villamayor de Gállego.
Desde 1912[cita requerida] hasta abril de 2006 formó parte de la capital de la comunidad, en calidad de barrio rural de la misma; se segregó de Zaragoza en abril de 2006 debido a un movimiento vecinal que inició el proceso de segregación en 1991, tras los intentos infructuosos de segregación de 1920 y 1964. De esta manera desde abril de 2006 es independiente de la ciudad de Zaragoza, y comienza su andadura como el municipio número 731 de Aragón, formando parte de la comarca de Zaragoza. Desde entonces, el Tribunal Superior de Justicia de Aragón, además de concederle la independencia, también le concede el nombre histórico que poseía en la antigüedad, pasando a llamarse Villamayor de Gállego.
En 2006, en el que se produce la segregación, hay una gran división entre los partidarios de la segregación y los de la continuidad como barrio de Zaragoza. En las elecciones municipales de mayo de 2007 sale elegido el PSOE-Aragón (partidario de la agregación a Zaragoza) con un 51,9% de los votos (1004 votos), frente al 47,1% de los votos (910 votos) del resto de las fuerzas políticas CHA, PP, PAR (todas partidarias de la continuidad como municipio independiente).

## Demografía
| Gráfica de evolución demográfica de Villamayor entre 1842 y 1910 |
| |
| Población de derecho según los censos de población del INE Población de hecho según los censos de población del INEEntre el censo de 1920 y el anterior, este municipio desaparece porque se integra en el municipio 50297 (Zaragoza) |

| Gráfica de evolución demográfica de Villamayor de Gállego entre 2011 y 2021 |
| |
| Población de derecho según los censos de población del INE Población de hecho según los censos de población del INEEntre el censo de 2011 y el anterior, aparece este municipio porque se segrega del municipio 50297 (Zaragoza).- Nota: Este hecho se produjo en 2006 |

## Administración y política
| Periodo   | Nombre                   | Partido | Partido                                            |
| --------- | ------------------------ | ------- | -------------------------------------------------- |
| 2007-2011 | Clemente Martínez Olalla |         | Partido de los Socialistas de Aragón (PSOE-Aragón) |
| 2011-act. | José Luis Montero Lostao |         | Chunta Aragonesista (CHA)                          |

| Partido político    | Partido político                                   | 2007   | 2011   | 2015   | 2019   |
| Partido político    | Partido político                                   | Ediles | Ediles | Ediles | Ediles |
|                     | Chunta Aragonesista (CHA)                          | 4      | 4      | 6      | 6      |
|                     | Partido de los Socialistas de Aragón (PSOE-Aragón) | 6      | 5      | 4      | 3      |
|                     | Partido Popular de Aragón (PP)                     | 1      | 2      | 1      | 2      |
|                     | Partido Aragonés (PAR)                             | 0      | —      | 0      | —      |
| Total de concejales | Total de concejales                                | 11     | 11     | 11     | 11     |

## Cultura

### Patrimonio

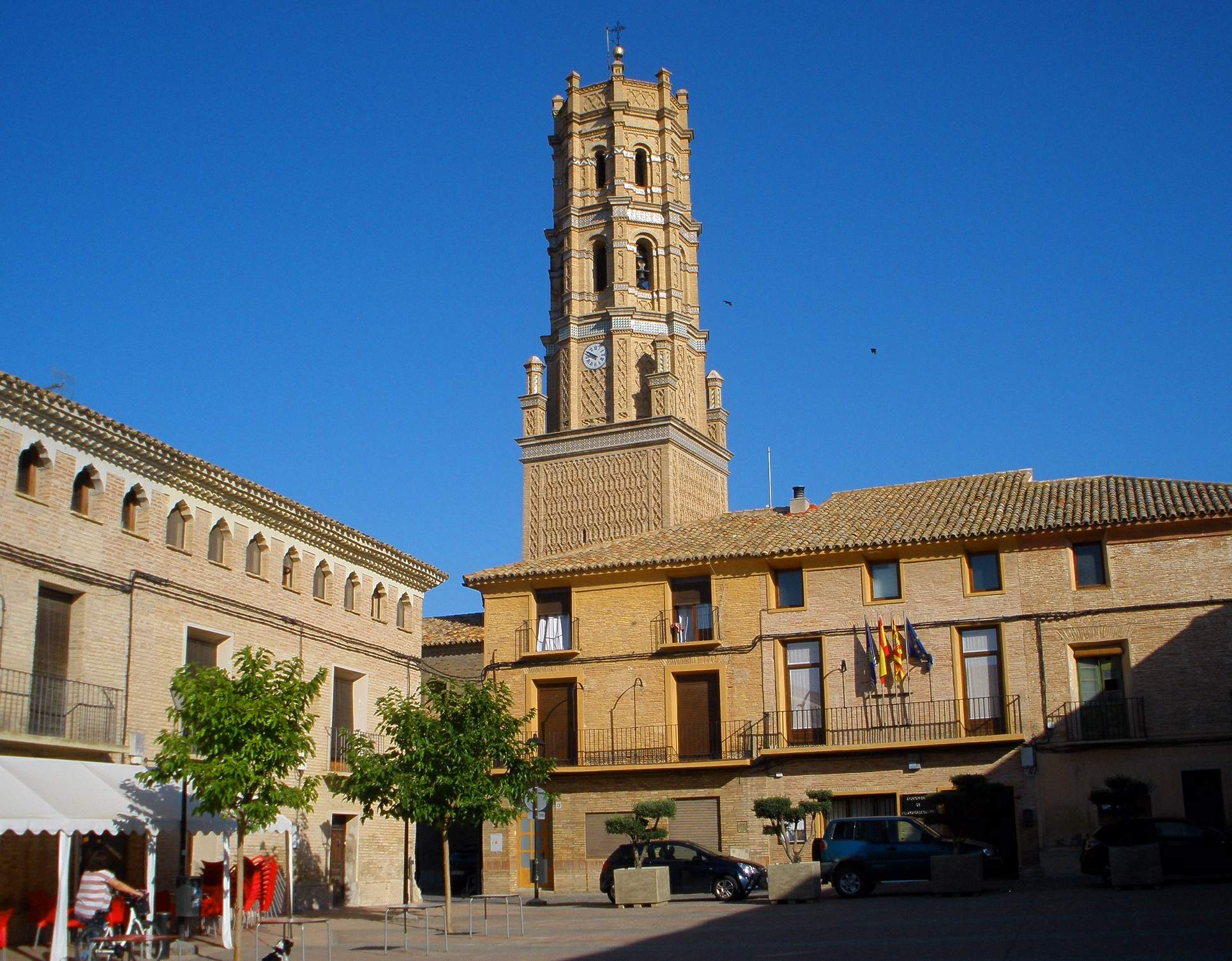
Plaza del Planillo: Ayuntamiento de Villamayor de Gállego y, tras él, la torre mudéjar de la iglesia parroquial de la Asunción de Nuestra Señora

- Torre de la iglesia de la Asunción de Nuestra Señora, mudéjar aragonés, declarada bien de interés cultural.
- Ermita de la Virgen del Pueyo, del siglo XV.La ermita de la Virgen del Pueyo de Villamayor de Gállego, es una Santuario Mudéjar del siglo XV.

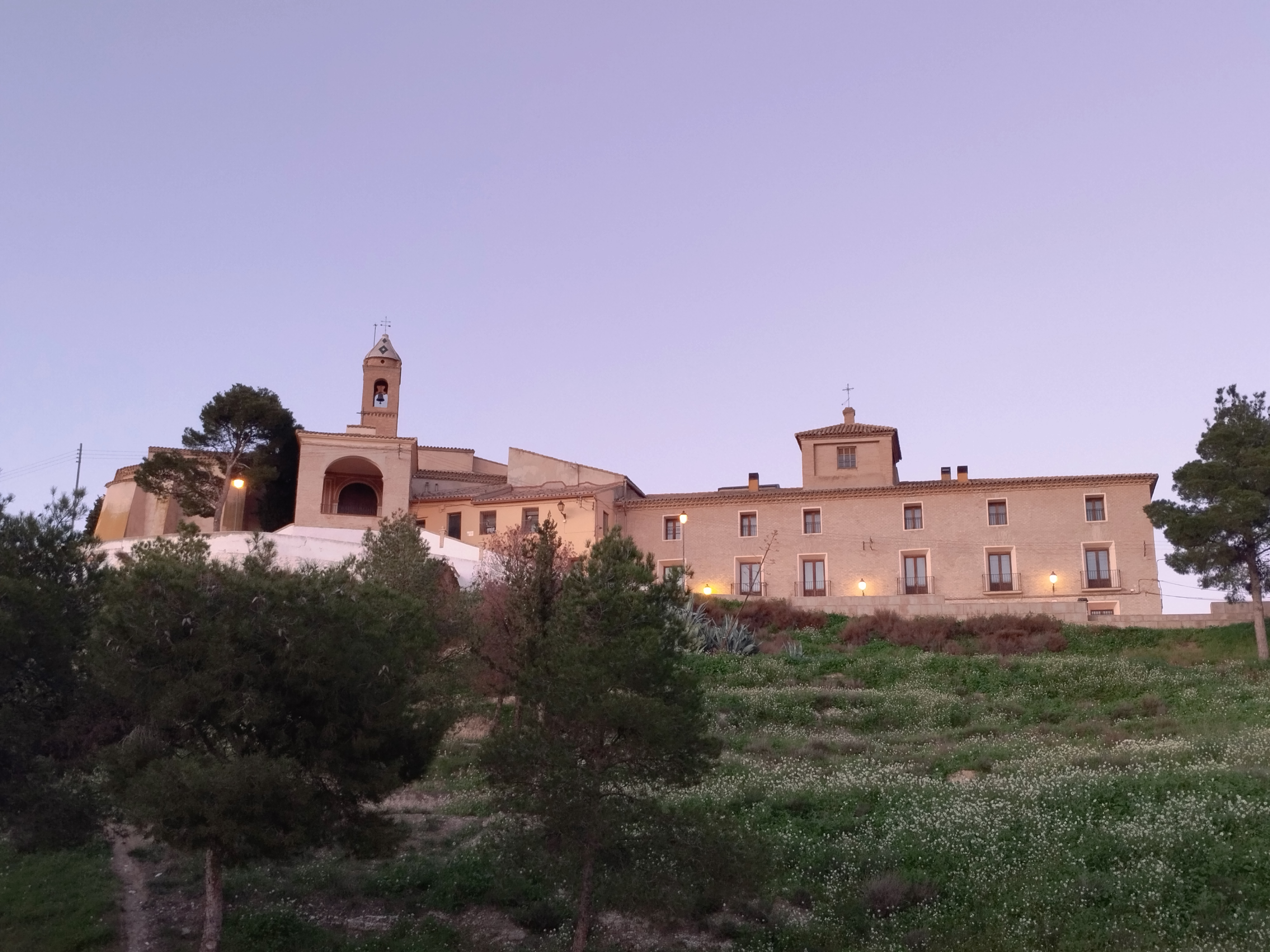
La ermita de la Virgen del Pueyo de Villamayor de Gállego, es una Santuario Mudéjar del.

### Festividades
A lo largo del año tienen lugar las siguientes festividades:
- Fiestas de Santa Águeda : el 5 de febrero.
- Fiestas en honor a San Gregorio Magno : el 12 de marzo.
- Los Choperos. Fiesta de los Quintos: Domingo de Ramos.
- Fiestas de la Cosecha : primer fin de semana de julio.
- Fiestas mayores en honor a Nuestra Señora del Pueyo : el 8 de septiembre.